# Frans Vink (biljarter)
Franciscus Johannes (Frans) Vink (Rotterdam, 1 augustus 1893 – aldaar, 7 juni 1953) was een Nederlands biljarter. Hij nam in de seizoenen 1931–1932 en 1932–1933 deel aan de nationale kampioenschappen driebanden in de ereklasse.

## Deelname aan Nederlandse kampioenschappen in de Ereklasse
| Nr. | Kampioenschap        | Plaats    | Klassering | Alg. gemiddelde |
| --- | -------------------- | --------- | ---------- | --------------- |
| 1.  | Driebanden 1931–1932 | Amsterdam | 8e         | 0,461           |
| 2.  | Driebanden 1932–1933 | Amsterdam | 5e         | 0,496           |